# ネーブルオレンジ (曲)
「ネーブルオレンジ」は、日本の女性アイドルグループ乃木坂46の楽曲。2025年3月26日に乃木坂46の38作目のシングルとしてN46Div.から発売された。秋元康が作詞、中村泰輔が作曲した。楽曲のセンターポジションは井上和と中西アルノが務めた。

## 背景とリリース
CDシングルの発売は前作『歩道橋』以来、約3か月ぶり。2025年2月16日深夜放送のテレビ東京系『乃木坂工事中』で発売が、3月2日深夜放送の同番組で選抜メンバーが、それぞれ発表された。なお、CDシングルの発売に先駆けて表題曲『ネーブルオレンジ』（3月12日より）、Type-Aに収録されるアンダー楽曲『交感神経優位』（3月25日より）、Type-Bに収録される6期生楽曲『タイムリミット片想い』（3月22日より）がそれぞれ先行配信された。また本シングルには、与田祐希の卒業記念として本作発売前に配信限定シングルとしてリリースされた『懐かしさの先』とソロ曲『100日目』も収録されている。同年5月1日、本作収録の「タイムリミット片想い」MV編が6期生ドキュメンタリーのエピソード1として乃木坂配信中で公開された。
初回仕様限定盤Type-A・B・C・D、通常盤に“与田祐希”特別仕様盤（Sony Music Shop限定、収録内容と歌詞ブックレットはType-Dと同じ）を加えた計6形態での発売。初回仕様限定盤各Typeと特別仕様盤にはBlu-rayが付属され、全国イベント参加券かスペシャルプレゼント応募券と生写真1枚が封入されている（特別仕様盤には特別仕様盤限定のプレゼント応募券と与田祐希の生写真1枚が封入される）。Blu-rayには特典映像として2024年10月から11月にかけて開催された「36thSGアンダーライブ」で披露された楽曲や舞台裏のメンバーの様子（Type-A〜Type-C）と、共通C/W曲として収録されている『懐かしさの先』のMV撮影の裏側を収めたドキュメンタリー映像（Type-D）が収録されている。
3月24日放送の日本テレビ系『DayDay.』でTV初披露された。

## アートワーク
| Type-A 表  | 井上和・中西アルノ                                   |
| Type-B 表  | 賀喜遥香・遠藤さくら                                 |
| Type-C 表  | 久保史緒里・菅原咲月・梅澤美波・池田瑛紗・筒井あやめ |
| Type-D 表  | 川﨑桜・冨里奈央・弓木奈於・金川紗耶・小川彩         |
| 通常盤 表  | 奥田いろは・林瑠奈・一ノ瀬美空・五百城茉央・田村真佑 |
| 特別仕様盤 | 与田祐希                                             |

コンセプトは「陶器のようなスプリングミューズ」。「乃木坂46らしさ」と「今の乃木坂46」に向き合いながら、気品ある佇まいと洗練された麗しさを際立たせたビジュアルに仕上がった。ひとりひとりが着実に力をつけ、新たな春を迎えた乃木坂46の姿が表現されている。クリエティブディレクション・アートディレクションは和田昇とNKCNが、撮影は田中雅也が担当した。

## チャート成績
オリコン調べでは、初週48.4万枚を売り上げ、2025年4月1日発表のオリコン週間シングルランキングで初登場1位を獲得した。また、33作連続で初週売上30万枚超えを記録した。『おいでシャンプー』から37作連続の1位獲得となり、女性アーティスト歴代2位の「シングル連続1位獲得作品数」の記録を自己更新、「シングル通算1位獲得作品数」の記録も女性アーティスト歴代3位から、浜崎あゆみと並ぶ歴代2位タイとなった。
Billboard JAPANでは、初週61万1511枚を売り上げ、2025年4月2日公開のBillboard Japan Top Singles Salesで初登場1位を獲得し、同日公開のBillboard Japan Hot 100でも1位を獲得した。

## ミュージック・ビデオ
ネーブルオレンジ
監督：池田大、振付：CRE8BOY
「バラバラの生活を送る少女たちが、偶然同じ電車・行き先に向かう」というストーリー。Wセンターを務める井上和と中西アルノをはじめ、異なる道を歩んできたメンバーたちが同じ電車に乗り合わせ、乃木坂46となって交差していく様子が描かれている。撮影は東急電鉄の協力のもと、実際の駅や電車を使っても行われた。
懐かしさの先
交感神経優位
監督：島田欣征、振付：LICO
神奈川県横浜市のフェリス女学院大学で撮影された。声楽部に所属する柴田柚菜が歌の調子が上がらずスランプに陥る中、仲間たちと共に歌の楽しさを取り戻していくストーリーが描かれる。学園内を舞台にした青春感あふれる物語と花を基調とした美しいダンスシーンが印象的な作品となっている。
タイムリミット片想い
監督：林希、振付：WARNER
北海道釧路市と長野県八ヶ岳を舞台に計3日間にわたって撮影された。フレッシュで爽やかな楽曲に合わせて、瑞々しいパフォーマンスを披露している。特に印象的なのは、洞爺湖の氷の上で行われたダンスシーン。乃木坂46のMVでも初の試みとなった氷上でのパフォーマンスは、雪景色に溶け込むかのような幻想的な映像美が見どころとなっている。
100日目
監督：大久保拓朗
2月22日・23日にみずほPayPayドーム福岡で開催された「与田祐希 卒業コンサート」直前の2月中旬に撮影された。タイトル通り「100日後に与田祐希がどうしているか？」を追うコンセプトのもと制作された。映像には、与田祐希が乃木坂46に加入した当時から本曲のレコーディングに至るまでの貴重な風景がふんだんに使用され、彼女の歩みと成長が振り返られる内容となっている。

## シングル収録トラック

### Type-A
| #         | タイトル                                | 作詞      | 作曲      | 編曲      | 時間  |
| --------- | --------------------------------------- | --------- | --------- | --------- | ----- |
| 1.        | 「ネーブルオレンジ」                    | 秋元康    | 中村泰輔  | 樫原伸彦  | 5:30  |
| 2.        | 「懐かしさの先」                        | 秋元康    | 温詞      | TomoLow   | 4:07  |
| 3.        | 「交感神経優位」                        | 秋元康    | 杉山勝彦  | 杉山勝彦  | 5:06  |
| 4.        | 「ネーブルオレンジ ～off vocal ver.～」 |           | 中村泰輔  | 樫原伸彦  | 5:30  |
| 5.        | 「懐かしさの先 ～off vocal ver.～」     |           | 温詞      | TomoLow   | 4:07  |
| 6.        | 「交感神経優位 ～off vocal ver.～」     |           | 杉山勝彦  | 杉山勝彦  | 5:06  |
| 合計時間: | 合計時間:                               | 合計時間: | 合計時間: | 合計時間: | 29:26 |

| #  | タイトル                         | 作詞 | 作曲・編曲 |
| -- | -------------------------------- | ---- | ---------- |
| 1. | 「日常」                         |      |            |
| 2. | 「アンダー」                     |      |            |
| 3. | 「落とし物」                     |      |            |
| 4. | 「アンダーライブの裏側で Part1」 |      |            |

### Type-B
| #         | タイトル                                    | 作詞      | 作曲             | 編曲      | 時間  |
| --------- | ------------------------------------------- | --------- | ---------------- | --------- | ----- |
| 1.        | 「ネーブルオレンジ」                        | 秋元康    | 中村泰輔         | 樫原伸彦  | 5:30  |
| 2.        | 「懐かしさの先」                            | 秋元康    | 温詞             | TomoLow   | 4:07  |
| 3.        | 「タイムリミット片想い」                    | 秋元康    | 3GRASS、麻尾悠太 | 麻尾悠太  | 4:51  |
| 4.        | 「ネーブルオレンジ ～off vocal ver.～」     |           | 中村泰輔         | 樫原伸彦  | 5:30  |
| 5.        | 「懐かしさの先 ～off vocal ver.～」         |           | 温詞             | TomoLow   | 4:07  |
| 6.        | 「タイムリミット片想い ～off vocal ver.～」 |           | 3GRASS、麻尾悠太 | 麻尾悠太  | 4:51  |
| 合計時間: | 合計時間:                                   | 合計時間: | 合計時間:        | 合計時間: | 28:56 |

| #  | タイトル                         | 作詞 | 作曲・編曲 |
| -- | -------------------------------- | ---- | ---------- |
| 1. | 「さざ波は戻らない」             |      |            |
| 2. | 「届かなくたって・・・」         |      |            |
| 3. | 「Hard to say」                  |      |            |
| 4. | 「Under’s Love」                 |      |            |
| 5. | 「踏んでしまった」               |      |            |
| 6. | 「アンダーライブの裏側で Part2」 |      |            |

### Type-C
| #         | タイトル                                | 作詞      | 作曲                        | 編曲             | 時間  |
| --------- | --------------------------------------- | --------- | --------------------------- | ---------------- | ----- |
| 1.        | 「ネーブルオレンジ」                    | 秋元康    | 中村泰輔                    | 樫原伸彦         | 5:30  |
| 2.        | 「懐かしさの先」                        | 秋元康    | 温詞                        | TomoLow          | 4:07  |
| 3.        | 「天空の豆の木」                        | 秋元康    | Kyosuke Yamanaka、Yuka Goto | Kyosuke Yamanaka | 4:32  |
| 4.        | 「ネーブルオレンジ ～off vocal ver.～」 |           | 中村泰輔                    | 樫原伸彦         | 5:30  |
| 5.        | 「懐かしさの先 ～off vocal ver.～」     |           | 温詞                        | TomoLow          | 4:07  |
| 6.        | 「天空の豆の木 ～off vocal ver.～」     |           | Kyosuke Yamanaka、Yuka Goto | Kyosuke Yamanaka | 4:32  |
| 合計時間: | 合計時間:                               | 合計時間: | 合計時間:                   | 合計時間:        | 28:18 |

| #  | タイトル                         | 作詞 | 作曲・編曲 |
| -- | -------------------------------- | ---- | ---------- |
| 1. | 「狼に口笛を」                   |      |            |
| 2. | 「指望遠鏡」                     |      |            |
| 3. | 「乃木坂の詩」                   |      |            |
| 4. | 「アンダーライブの裏側で Part3」 |      |            |

### Type-D
| #         | タイトル                                | 作詞      | 作曲                           | 編曲                 | 時間  |
| --------- | --------------------------------------- | --------- | ------------------------------ | -------------------- | ----- |
| 1.        | 「ネーブルオレンジ」                    | 秋元康    | 中村泰輔                       | 樫原伸彦             | 5:30  |
| 2.        | 「懐かしさの先」                        | 秋元康    | 温詞                           | TomoLow              | 4:07  |
| 3.        | 「100日目」                             | 秋元康    | 杉山勝彦、佐々木“コジロー”貴之 | 佐々木“コジロー”貴之 | 5:1８ |
| 4.        | 「ネーブルオレンジ ～off vocal ver.～」 |           | 中村泰輔                       | 樫原伸彦             | 5:30  |
| 5.        | 「懐かしさの先 ～off vocal ver.～」     |           | 温詞                           | TomoLow              | 4:07  |
| 6.        | 「100日目 ～off vocal ver.～」          |           | 杉山勝彦、佐々木“コジロー”貴之 | 佐々木“コジロー”貴之 | 5:1８ |
| 合計時間: | 合計時間:                               | 合計時間: | 合計時間:                      | 合計時間:            | 29:16 |

| #  | タイトル                     | 作詞 | 作曲・編曲 |
| -- | ---------------------------- | ---- | ---------- |
| 1. | 「Documentary 懐かしさの先」 |      |            |

### 通常盤
| #         | タイトル                                | 作詞      | 作曲      | 編曲      | 時間  |
| --------- | --------------------------------------- | --------- | --------- | --------- | ----- |
| 1.        | 「ネーブルオレンジ」                    | 秋元康    | 中村泰輔  | 樫原伸彦  | 5:30  |
| 2.        | 「懐かしさの先」                        | 秋元康    | 温詞      | TomoLow   | 4:07  |
| 3.        | 「キスのシルエット」                    | 秋元康    | 原一博    | 原一博    | 3:46  |
| 4.        | 「ネーブルオレンジ ～off vocal ver.～」 |           | 中村泰輔  | 樫原伸彦  | 5:30  |
| 5.        | 「懐かしさの先 ～off vocal ver.～」     |           | 温詞      | TomoLow   | 4:07  |
| 6.        | 「キスのシルエット ～off vocal ver.～」 |           | 原一博    | 原一博    | 3:46  |
| 合計時間: | 合計時間:                               | 合計時間: | 合計時間: | 合計時間: | 26:46 |

### Special Edition
| 全作詞: 秋元康。 |                          |           |                                |                      |      |
| #                | タイトル                 | 作詞      | 作曲                           | 編曲                 | 時間 |
| 1.               | 「ネーブルオレンジ」     | 秋元康    | 中村泰輔                       | 樫原伸彦             | 5:30 |
| 2.               | 「懐かしさの先」         | 秋元康    | 温詞                           | TomoLow              | 4:07 |
| 3.               | 「交感神経優位」         | 秋元康    | 杉山勝彦                       | 杉山勝彦             | 5:06 |
| 4.               | 「タイムリミット片想い」 | 秋元康    | 3GRASS、麻尾悠太               | 麻尾悠太             | 4:51 |
| 5.               | 「天空の豆の木」         | 秋元康    | Kyosuke Yamanaka、Yuka Goto    | Kyosuke Yamanaka     | 4:32 |
| 6.               | 「100日目」              | 秋元康    | 杉山勝彦、佐々木“コジロー”貴之 | 佐々木“コジロー”貴之 | 5:18 |
| 7.               | 「キスのシルエット」     | 秋元康    | 原一博                         | 原一博               | 3:46 |
| 合計時間:        | 合計時間:                | 合計時間: | 合計時間:                      | 33:10                |      |

## 歌唱メンバー

### ネーブルオレンジ
（センター：井上和、中西アルノ）
- 3列目：金川紗耶、冨里奈央、弓木奈於、菅原咲月、筒井あやめ、田村真佑、奥田いろは、林瑠奈
- 2列目：小川彩、川﨑桜、久保史緒里、池田瑛紗、梅澤美波、五百城茉央、一ノ瀬美空
- 1列目：賀喜遥香、井上和、中西アルノ、遠藤さくら

井上和が36thシングル「チートデイ」以来2作ぶり3度目、中西アルノが29thシングル「Actually...」以来9作ぶり2度目のセンターを務める。表題曲のWセンターは34thシングル「Monopoly」以来、4作ぶり7度目。選抜メンバーは前作と同じ19人で、福神メンバーも前作と同じ11人（十一福神）。前作の選抜メンバーからは、前作をもってグループを卒業した与田祐希のほか、岩本蓮加以外の全メンバーが今作でも選抜入りしている。36thシングル「チートデイ」以来2作ぶりに5期生の菅原咲月と冨里奈央が選抜に、同じく5期生の小川彩が福神にそれぞれ復帰となった。

### 交感神経優位
（センター：柴田柚菜）
- 2列目：岩本蓮加、佐藤璃果、黒見明香、矢久保美緒、吉田綾乃クリスティー
- 1列目：松尾美佑、岡本姫奈、柴田柚菜、佐藤楓、伊藤理々杏

アンダーメンバーによる楽曲。

### タイムリミット片想い
（センター：矢田萌華）
- 愛宕心響、大越ひなの、小津玲奈、海邉朱莉、川端晃菜、鈴木佑捺、瀬戸口心月、長嶋凛桜、増田三莉音、森平麗心、矢田萌華

6期生による初の楽曲。

### 天空の豆の木
- 井上和、筒井あやめ[15]

2025年に成人式を迎えた井上和と筒井あやめによるユニット曲。

### 100日目
- 与田祐希[15]

前作をもってグループを卒業した与田祐希のソロ楽曲。

### キスのシルエット
- 一ノ瀬美空、遠藤さくら、小川彩、金川紗耶[15]